# Heligmonevra mehtai
Heligmonevra mehtai là một loài ruồi trong họ Asilidae. Heligmonevra mehtai được Joseph & Parui miêu tả năm 1993. Loài này phân bố ở miền Ấn Độ - Mã Lai.